# Margareta Seuerling
Margareta (o Margaretha) Seuerling, nacida Lindahl, (1747-1820), fue una actriz y directora de teatro sueca-finlandesa en una compañía itinerante. Ella fue una de los primeros, en introducir el teatro secular en Finlandia; su familia y su compañía juegan un rol destacado en la historia del teatro en Suecia y Finlandia.

## Biografía

### Antecedentes y niñez
Margareta es hija de Peter Lindahl y de Margareta Maria Fabritz, que pertenecían a la primera generación de actores suecos en el teatro de Bollhuset. Anteriormente, solo actores extranjeros habían trabajado en Suecia, pero entre 1737-1753, se permitió que por primera vez actores suecos trabajaran en el teatro de Estocolmo.
En 1753, la reina Luisa Ulrica de Prusia había despedido a los actores suecos, sustituyéndolos por una compañía francesa de teatro. La compañía sueca se dividió en dos; una comandada por Petter Stenborg, que trabajó en pequeños escenarios en Estocolmo, y el segundo grupo dirigido por Johan Bergholtz (quién murió 1774) y su padre, Peter Lindahl. A ellos se les dio un permiso real que los autorizaba a trabajar en la campiña, por lo que se constituyeron en la compañía más grande de teatro itinerante de Suecia, y a partir de 1760 dominaron los escenarios de la ciudad de Gotemburgo, donde el primer teatro verdadero recién se construyó en 1779. Margareta actuó en la "troupe" de sus padres siendo una niña en la década de 1750, aunque no se sabe precisamente desde cuando, pero en 1795 ella indicó que había actuado durante cuarenta años lo que significarían que habría comenzado a actuar en 1755; a la edad de ocho años.

### Vida de casada y carrera
En 1768 se casó con el actor alemán Carl Gottfried Seuerling. Ese mismo año Carl asumió el control de la compañía de teatro de los padres de Margareta al unir su pequeña compañía alemana con la compañía de ellos. A partir de allí realizaron numerosas presentaciones en Estocolmo y en Finlandia. Su marido era ambicioso y buscaba mantener un alto nivel en las obras que presentaban, para ello ponían en escena obras famosas del continente, tales como obras de Molière, de Holberg y de Shakespeare. Margareta fue la primera Julieta en lengua sueca en “Romeo y Julieta” en Norrköping el 5 de agosto en 1776. Viajaron por Suecia y Finlandia, e incluso actuaron en la corte sueca por lo menos en una ocasión, siendo muy apreciados por el público, pero a menudo tenían dificultades financieras y problemas por falta de personal - durante períodos de escasez de personal se vieron forzados a utilizar algunos muñecos en escena.

### Directora teatral
En 1792, su esposo se retiró y se establecieron en las afueras de Örebro, donde también estaban los padres de Margareta, y la dirección de la troupe la tomó el actor Johan Peter Lewenhagen. Sin embargo Lewenhagen fue amenazado de quitarle su licencia cuando hizo escuchar La Marsellesa durante una pausa, y cuando Carl Seuerling falleció en 1795, Margareta Seuerling asumió como directora de la compañía. Ella dejó de Suecia y viajó por Finlandia, ya que allí no había ningún teatro y allí pasó el resto de su carrera. La compañía de Margareta fue la primera compañía estable de teatro en Finlandia. 
Ella tuvo siete hijos. Fue madre de la cantante y ejecuante de clave ciega Charlotta Seuerling, la que envió a Estocolmo para que recibiera educación, en donde alcanzó gran fama. Su hija mayor, Carolina Fredrika Seuerling, fue también actriz, y se casó con un vicario en 1789. Durante la guerra entre Suecia y Rusia 1808-09, ella actuaba en la zona de frontera, algunas veces bajo consentimiento sueco, y a veces con consentimiento ruso; cuando Finlandia fue conquistada por Rusia en 1809, ella permaneció en el país.
Su hija que Charlotte volvió en 1810, y la ayudó financieramente ; cuando tuvieron dificultades financieras en 1811,ambas fueron colocadas bajo la protección del dowager de la emperatriz de Rusia, María Fiódorovna Románova.
Margareta Seuerling se retiró en 1813 y murió en Helsingfors siete años más adelante.